# Laocoön

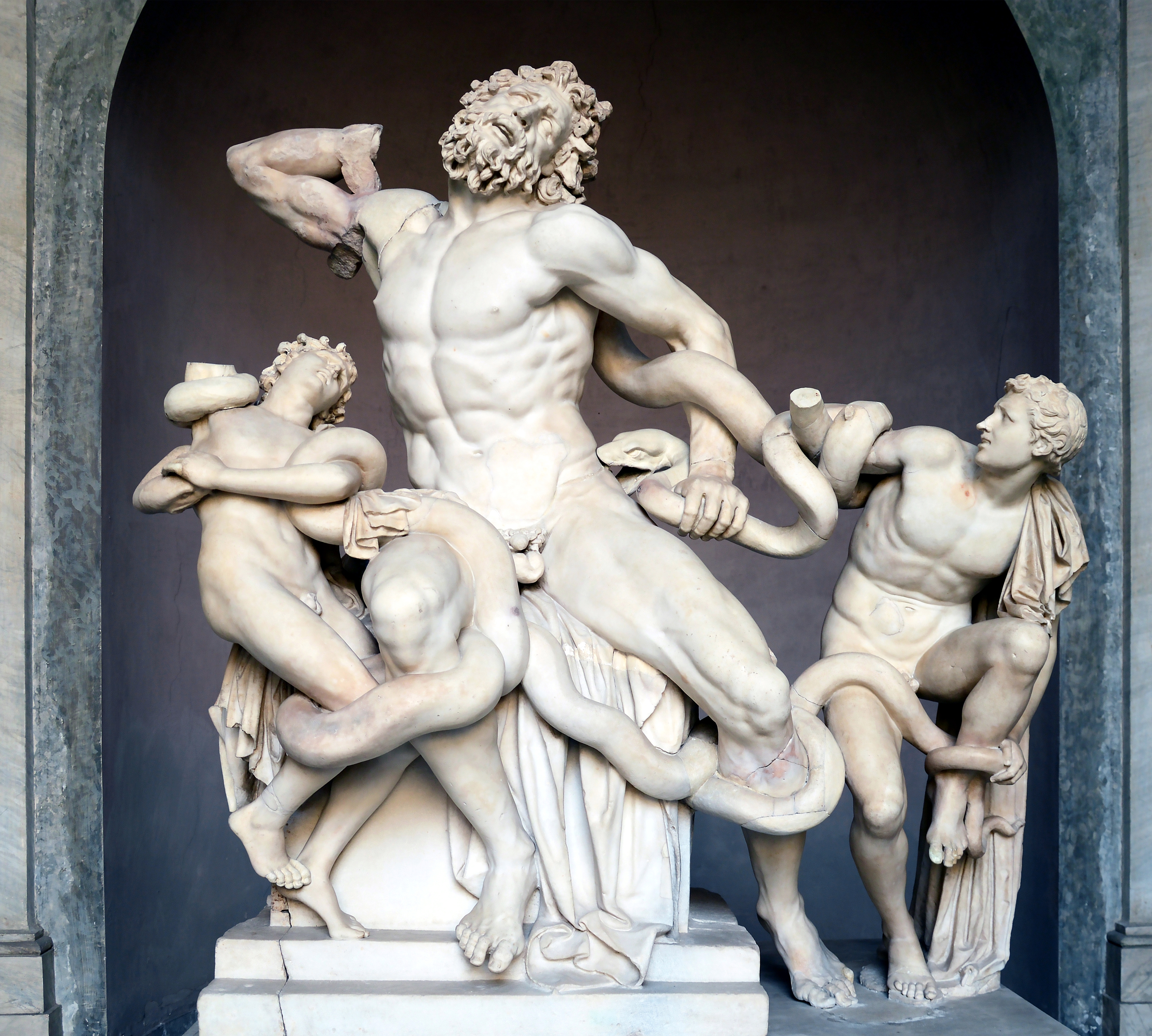
Laocoön (detail van de Laocoöngroep) Vaticaanse musea, Vaticaanstad

In de Griekse mythologie is Laocoön (Lat.) of Laokoön (Gr.) een Trojaanse priester van Apollo en Poseidon ten tijde van de Val van Troje en de broer van Anchises. Bijgevolg is hij de oom van Aeneas. Zijn verhaal is niet bij Homerus te vinden, maar wel bij latere Griekse en Romeinse auteurs.
Laocoön waarschuwt de Trojanen voor het gevaar van het paard; hij heeft de list van Odysseus doorzien. Als hij het paard voor het eerst ziet, zwaait hij zijn lans in de rug van het heilige gevaarte en raakt daarbij een van de Griekse soldaten in het oor. Net als hij de meerderheid van zijn stadsgenoten heeft overtuigd, wordt Sinon de stad binnen gesleept. Deze Griek is zogenaamd achtergelaten door de vertrokken Grieken, en brengt de Trojanen opnieuw aan het twijfelen, tot een gruwelijk voorteken hen van Laocoöns ongelijk overtuigt: twee slangen komen uit zee aangekropen om Laocoön en zijn zonen Antiphantes en Thymbraeus te verzwelgen.
Over de betekenis van de slangen bestaat bij de antieke vertellers verschil van opvatting: ze zouden door Poseidon gezonden zijn, als opdracht van Athena dat hij de Trojanen evenzeer haatte als zij, of ze zouden Apollo's waarschuwing zijn voor de ondergang van de stad. Volgens Vergilius kropen de slangen door naar de tempel van hun meesteres Athena.
Bij Vergilius (Aeneis 2:48-49) spreekt Laocoön de onsterfelijke woorden:
Equo ne credite, Teucri.
Quidquid id est, timeo Danaos et dona ferentes.
Vrij vertaald:
Vertrouw het paard niet, Trojanen.
Wat het ook is, ik vrees de Grieken, ook als ze met geschenken komen.
De dood van Laocoön en zijn zoons is uitgebeeld in het monumentale beeldhouwwerk dat de Laocoöngroep genoemd wordt.